# Puerto de Belice
El Puerto de Belice (en inglés: Port of Belize) se encuentra en la ciudad de Belice, siendo el mayor puerto del país centroamericano de Belice donde se procesan la mayoría de las importaciones y exportaciones comerciales nacionales.
El puerto comercial Bight y el puerto de la Ciudad de Belice pertenecen y son dirigidos por la organización Puerto de Belice Ltd. También hay que señalar que los cruceros anclan cerca de la costa, y hay ofertas locales para transportar gente de los barcos a la ciudad.